# Henning Matzen
Henning Matzen (født 28. december 1840 i Rebbjergskov ved Satrup, død 18. juli 1910 i Ronneby) var dansk jurist og politiker. 
Han var født i Rebbjergskov ved Satrup i det nuværende Sydslesvig, blev student i Flensborg og studerede herefter jura ved Københavns Universitet, hvor han blev cand.jur. i 1864. Efter at have bedrevet fremragende retshistorisk forskning udnævntes Henning Matzen allerede i 1870 til professor ved universitetet, en post han beholdt til sin død. Han blev dog ikke banebrydende i retsvidenskaben. I kraft af en næsten ubegribelig arbejdskraft og en glimrende hukommelse var han i stand til at producere lærebøger, der bugnede af stof med værdifulde enkeltheder, men som ofte var for brede og manglede den sidste afpudsning. 1892-93 var han rektor for Københavns Universitet. 
Også politisk virksomhed trak store veksler på Matzens arbejdskraft. Han fik sæde i Landstinget i 1879, hvor han hurtigt blev én af Højres ledende skikkelser som trofast støtte for Estrup og dennes provisoriepolitik i de følgende år. Lige så forhadt han var hos Venstre, Estrups modstandere, lige så populær var han hos Højre, hvor han gjorde sig gældende som en både veltalende og slagfærdig folketaler. Fra 1894 til 1902 var Henning Matzen Landstingets formand.
Matzen bidrog også til Dansk Biografisk Leksikon, hvor han skrev om J.E. Larsen.
I 1915 rejstes et monument for Matzen i Kongens Have, tegnet af Frederik Kiørboe og Anders Bundgaard.